# André Daina
André Daina, né le 8 juillet 1940 à Buttes, est un footballeur et arbitre suisse de football.

## Carrière de joueur
Né le 8 juillet 1940 à Buttes dans le Val-de-Travers, André Daina commence le football dans le club de son village avant de rejoindre le FC Cantonal avec qui il monte en Ligue nationale B. Après deux saisons passées à Neuchâtel, il rejoint le BSC Young Boys, où il joue deux autres saisons, puis le Servette FC, avec qui il perd deux finales de Coupe de Suisse. En 1966, il revient dans le canton de Neuchâtel, au FC Xamax, avant d’être transféré au FC Lausanne-Sports en 1969. En 1971, il est nommé entraîneur-joueur du Yverdon-Sport FC.
En tant qu'attaquant, André Daina fut international suisse à quatre reprises.

## Carrière d'arbitre
Il a officié dans des compétitions majeures :
- Coupe du monde de football des moins de 20 ans 1979 (2 matchs)
- JO 1980 (1 match)
- Coupe de Suisse de football 1982-1983 (finale)
- Euro 1984 (1 match)
- Coupe des clubs champions européens 1984-1985 (finale)
- Coupe du monde de football de 1986 (1 match)

Il fut notamment l'arbitre lors du Drame du Heysel (Match de Coupe d'Europe des clubs champions 1984-1985 entre Liverpool et la Juventus).